# Уашо
 Тази статия е за окръга в Невада, САЩ.  За етническата група вижте Уашо народ.  
Окръг Уашо (на английски: Washoe County) е окръг в щата Невада, Съединени американски щати. Площта му е 16 994 km², а населението – 453 616 души (2016). Административен център е град Рино.